# Parque nacional y área natural de manejo integrado Iñao
El Parque nacional y área natural de manejo integrado Iñao (nombre completo: «Parque nacional y área natural de manejo integrado Serranía del Iñao») es un área protegida de Bolivia, ubicada en el departamento de Chuquisaca. Específicamente el parque está situado en las provincias de Belisario Boeto, Tomina (municipio de Padilla), Hernando Siles (municipio de Monteagudo) y Luis Calvo (municipio de Villa Vaca Guzmán).
Dentro de la superficie total de 2.631 km², 1.422,4 km² corresponden a la categoría de parque nacional y 1.208,5 km² a la categoría de "Área Natural de Manejo Integrado".
El área protegida está dentro de tres ecorregiones, Gran Chaco, Bosque Tucumano-Boliviano y Chaco Serrano.

## Acceso
El acceso al parque se da en el sector sur, donde se encuentra el camino principal que comunica la ciudad de Sucre con Camiri pasando por las poblaciones de Monteagudo y Muyupampa. Desde ahí nacen caminos secundarios que ingresan al área pasando por las comunidades de Azero, Aguadillas, Taperillas o Ticucha.